# Barak Sopé

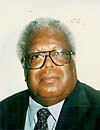
Barak Sopé

Barak Tame Sopé Mautamata (nascido em 1951) é um político de Vanuatu. Ele é o líder do Partido Progressista da Melanésia e foi, até 2008, membro do Parlamento de Vanuatu da ilha de Éfaté. Ele foi o Primeiro-ministro de Vanuatu de 1999 a 2001, quando foi deposto pelo Parlamento em um voto de não-confiança.
Sopé foi eleito Primeiro Ministro em uma votação parlamentar em 25 de novembro de 1999, recebendo 28 votos contra 24 de Edward Natapei. Logo após ser deposto em 13 de abril de 2001, ele foi condenado por duas acusações de forjar vários milhões de dólares em garantias do governo de Vanuatu e foi condenado em julho de 2002 a 3 anos em cada acusação (a ser cumprida simultaneamente), mas foi perdoado em 2003, apesar da forte oposição da Austrália e da Nova Zelândia. Quando o governo de coalizão de Serge Vohor assumiu o poder em 29 de julho de 2004, Sopé tornou - se Ministro das Relações Exteriores. Ele perdeu essa posição em novembro de 2004, depois que se manifestou contra as tentativas de Vanuatu de estabelecer relações diplomáticas com Taiwan., supostamente devido a suas próprias relações com os chineses. Ele voltou ao gabinete em dezembro de 2004, quando o governo de Ham Lin̄i assumiu o cargo, assumindo o cargo de Ministro da Agricultura, Florestas e Pescas.
Nas eleições gerais de setembro de 2008, Sopé perdeu seu assento no Parlamento.
Em setembro de 2014, Sopé era candidato nas eleições presidenciais indiretas. Ele acabou sendo derrotado na oitava rodada de votação por Baldwin Lonsdale.